# Sankt Pauli katolska kyrka
Sankt Pauli katolska kyrka är en romersk-katolsk kyrkobyggnad i Gävle i Gävle kommun i Gästrikland. Den tillhör Sankt Pauli katolska församling i Stockholms katolska stift.
Kyrkan började byggas 2002 och invigdes av biskop Anders Arborelius den  7 september 2003. Den innehåller, förutom kyrksal, även kyrktorg, församlingssal, kapell, klassrum, sakristia, student- och prästbostäder, trädgård på sammanlagt 2000 kvadratmeter. Kyrkan ritades av arkitekten Derek Lewis. 
I kyrkans altare finns reliker av Ambrosius av Milano, Heliga Birgitta, Elisabeth av Ungern, Katarina av Alexandria, Franciskus av Assisi och Carlo Borromeo. 